# Real Brasil
Real (phát âm tiếng Bồ Đào Nha:. [ʁeaw]; Reais pl) là tiền tệ hiện nay của Brasil. Dấu hiệu của nó là R $ và mã ISO của nó là BRL. Nó được chia thành 100 centavos ("xu"). Tiếng Bồ Đào Nha từ real có nghĩa là "hoàng gia" hoặc "thực sự".
Real ngày nay đã được giới thiệu vào năm 1994, khi nó thay thế đồng tiền cũ, cruzeiro real, như là một phần của Plano Real, một gói cải cách tiền tệ đáng kể nhằm chấm dứt ba thập kỷ của lạm phát tràn lan. Lúc đó nó đã được ấn định tỷ giá hối đoái cố định 1:1 với đồng đô la Mỹ. Nó phải chịu một mất giá đột ngột đến tỷ giá khoảng 2:1 năm 1999, Đạt tỷ giá gần 4:1 vào năm 2002, sau đó phần nào được phục hồi và đã đạt tỷ giá 2:1 từ năm 2006. Tỷ giá hối đoái thời điểm ngày 15 tháng 7 năm 2015 là BRL/USD 03,19.
Biểu tượng giống đồng đô la (cifrão) trong biểu tượng của đồng tiền real (cả lịch sử và hiện đại), và trong tất cả các vị tiền tệ Brazil khác trong quá khứ, được chính thức bằng văn bản với hai nét thẳng đứng () thay vì một. Tuy nhiên Unicode xem sự khác biệt chỉ là một vấn đề thiết kế phông chữ, và không có một mã riêng biệt cho các phiên bản hai nét
.